# Dermestes undulatus
Dermestes undulatus là một loài bọ cánh cứng trong họ Dermestidae. Loài này được Brahm miêu tả khoa học năm 1790.